# Europastraße 805
Die Europastraße 805 (kurz: E 805) ist eine Europastraße in Portugal.

## Verlauf
Die Europastraße 802 beginnt in Famalicão an der portugiesischen Autoestrada A3 (Autoestrada do Minho), führt als Autoestrada do Gerês (A7) nach Osten und endet in Vila Pouca de Aguiar südlich von Chaves an der Autoestrada A24 (Europastraße 801).